# Goniocidaris umbraculum
Goniocidaris umbraculum là một loài nhím biển sống ở thềm lục địa ngoài khơi bờ biển phía nam của New Zealand. Nhiều cá thể của loài này nằm ở đáy biển bao gồm vỏ sò và động vật hình rêu ở độ sâu 95 m (310 ft) gần vùng Otago.

## Miêu tả
Goniocidaris umbraculum có vỏ phát triển đến đường kính 30 mm (1,2 in). Các gai chính dày, cùn và thường ngắn hơn đường kính vỏ. Gai ở bề mặt trên có các đĩa phẳng nhỏ ở đầu, và các điểm lồi ra giống như gai ở gần đáy. Vỏ có màu nâu xanh và các gai có màu nâu nhạt, thường có màu xanh lục ở gần gốc. Chúng thường bị các sinh vật biểu sinh như thủy tức, động vật thân lỗ và động vật hình rêu bao phủ.

## Phân bố và môi trường sống
Goniocidaris umbraculum có nguồn gốc từ vùng biển xung quanh miền nam New Zealand; loài này phổ biến ở eo biển Foveaux, trên bờ biển phía đông của Đảo Nam, hay xa về phía bắc như tại eo biển Cook và khu vực đáy biển Chatham. Chúng sống ở độ sâu từ 60 đến 400 m (200 đến 1.300 ft), trên cát thô hoặc đá vụn.

## Sinh thái

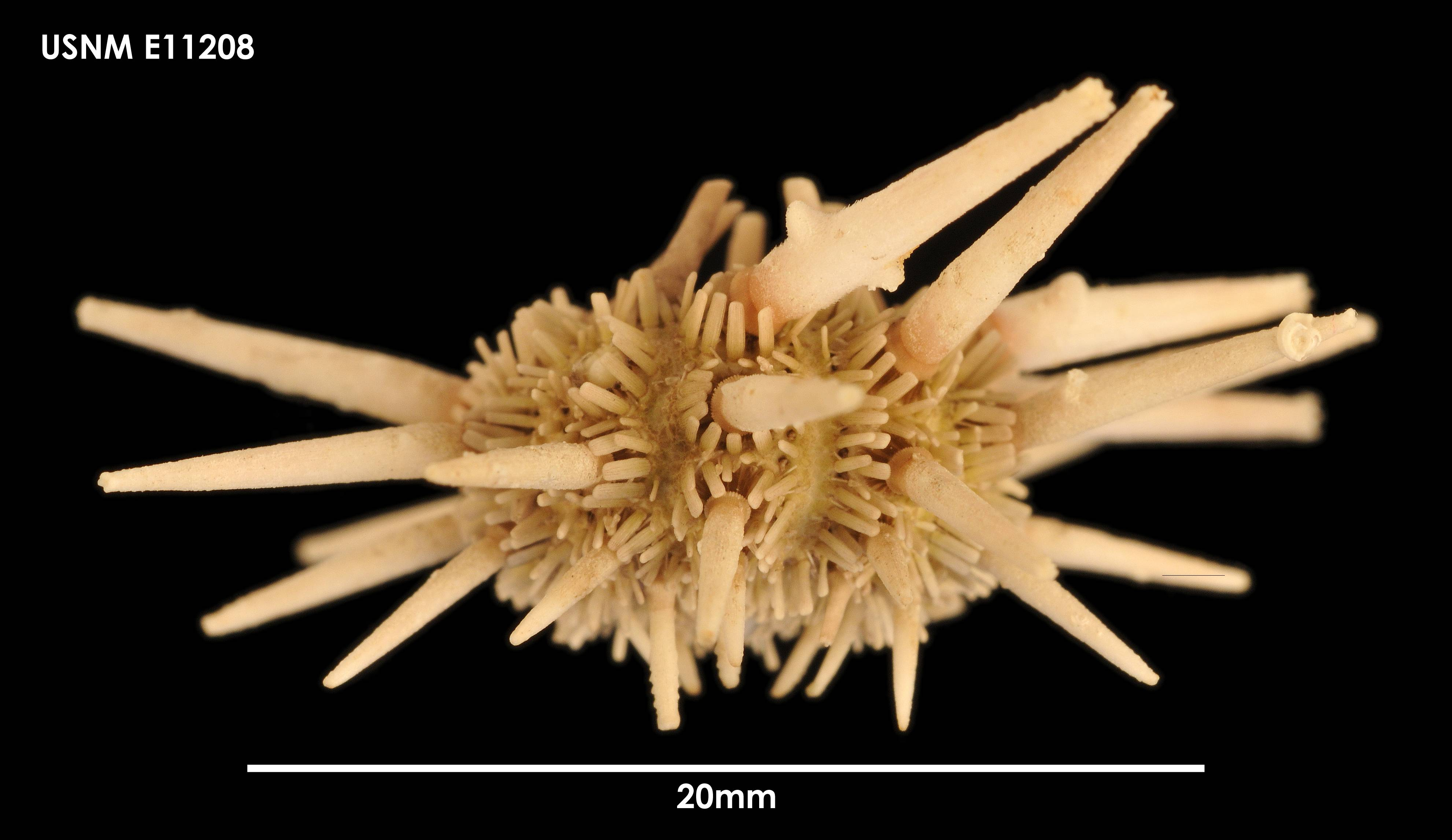
Góc nhìn khác của mẫu vật

Goniocidaris umbraculum ấp trứng và mang chúng trên một vùng bao quanh miệng của mình. Trước khi nghiên cứu về sự sinh sản của loài này, chỉ có hai loài nhím biển khác như vậy được nghiên cứu là Cassidulus caribaearum và Abatus cordatus, mặc dù một số loài Bắc Cực và cận Bắc Cực cũng được biết là thực hiện hành vi này.
Goniocidaris umbraculum không phải một loài lưỡng tính (các cá thể là đực hoặc cái). Quá trình sinh sản của loài này diễn ra vào khoảng tháng 7. Trứng có lòng đỏ lớn và nổi, và nếu tách ra khỏi nhím cái, chúng sẽ nổi lên mặt nước. Khi những quả trứng xuất hiện từ cơ quan sinh dục trên bề mặt của con cái, chúng sẽ được giữ lại. Sau đó, chúng được di chuyển đến vùng gần miệng, một quá trình diễn ra trong vài phút và đạt được nhờ hoạt động của chân ống và lông mao, trứng được dẫn theo các ống dẫn giữa các gai. Vùng gần miệng hơi lõm xuống để chứa trứng, được các gai bao quanh miệng giữ lại trong khoảng hai tháng. Sáu mươi quả trứng có thể được giữ tại một chỗ, và khi con non đã mọc được chân ống, chúng sẽ di chuyển đến các bộ phận khác của lớp vỏ, nhưng tiếp tục được ấp trong hai tháng nữa. Cách sinh sản này có thể đã phát triển khi G. umbraculum tiến hóa để sống ở những vùng nước lạnh hơn, xa hơn về phía nam so với các thành viên khác trong chi của nó.
Goniocidaris umbraculum ăn loài động vật hình rêu Filicea elegans.